# Masullas
Masullas är en ort och kommun i provinsen Oristano i regionen Sardinien i Italien. Kommunen hade 1 061 invånare (2017).